# Guiana Island
Guiana Island (Guana Island) ist eine Insel vor der atlantischen Ostküste der Karibikinsel Antigua des Staates Antigua und Barbuda.

## Lage und Landschaft
Guiana Island ist die viertgrößte Insel des Staates Antigua und Barbuda. Sie bildet die Südküste des North Sound und liegt, nur durch einen schmalen Kanal vom Festland getrennt (The Narrows), zwischen Parham Peninsula und Crump Island (Guiana Bay). Verwaltungsmäßig gehört sie zum Saint Peters Parish. Sie ist etwa 3,5 km lang und misst an der breitesten Stelle knapp einen Kilometer. Sie weist zahlreiche Landspitzen auf.

## Geschichte
Die Insel gehörte Allen Stanford, der in den Vereinigten Staaten aufgrund von Betrugs verurteilt wurde. Die Regierung von Antigua hat daraufhin die Insel und angrenzende Gebiete auf der Hauptinsel in einem Multimillionen-Dollar-Deal an chinesische Investoren verkauft (YIDA Project) und eine halb-autonome Special Economic Zone eingerichtet.

## Nutzung und Naturschutz
Die Insel war ein Reservat für Damhirsche, die National-Tiere von Anigua und Barbuda.